# پل نیزان

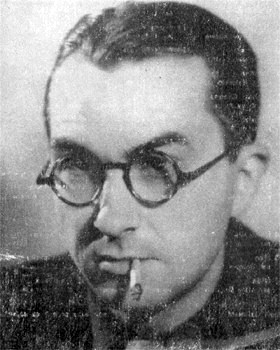
پائول یوس نیزان

پُل نیزان (به فرانسوی: Paul Nizan)، (۷ فوریه ۱۹۰۵ – ۲۳ مه ۱۹۴۰) فیلسوف و نویسندهٔ فرانسوی بود.

## زندگی
او در شهرستان اندر الوآر واقع در شهر تور به دنیا آمد و از دانشسرای عالی پاریس (اِکول نورمال) فارغ‌التحصیل گردید، جاییکه با ژان پل سارتر آشنا شد. وی سپس به حزب کمونیست فرانسه پیوست و نوشته‌هایش به میزان زیادی تحت تأثیر عقاید سیاسی اش بود. او در سال ۱۹۳۹ بنا بر دلایلی از حزب استعفا داد. نیزان سال ۱۹۴۰ در جنگ جهانی دوم حین نبرد دانکرک توسط نازی‌ها کشته شد.

## آثار
مهم‌ترین رمان‌های او عبارتند از:
- Antoine Bloye (آنتوان بلوئه)، برگردان فارسی عبدالله کوثری
- Le Cheval de Troie (اسب تروا)
- La Conspiration (توطئه)

Aden-Arabie (عدن عربی)، برگردان فارسی سپهر یحیوی، نشر دیدآور، 1400
Les Chiens de garde(سگهای نگهبان)
- [۱][۲][۳][۴][۵]